# Oriol Vila i Cristóbal
Oriol Vila i Cristóbal (Barcelona, 6 d'octubre de 1978) és un actor català. Ha estat nominat al Premi Goya al millor actor revelació per la pel·lícula Todas las canciones hablan de mí. Ha fet nombrosos estudis d'interpretació a Espanya i als Estats Units, sumats als seus estudis com a director i guionista a l'ESCAC. És un actor de televisió, cinema i teatre.

## Carrera cinematogràfica
Va començar a actuar amb 15 anys als escenaris dels Estats Units, amb el musical Big River al Hampton Playhouse a New Hampshire. Al nostre país va estrenar-se amb Orfes, una obra de teatre dirigida per Boris Rotenstein, un dels seus companys d'estudis. Aquesta obra li va brindar el premi de la Critica Teatral de Barcelona i el Premi Revelació de la Temporada (1998-1999).
L'any 1995 ja va fer la seva primera aparició a la televisió, fent un personatge anomenat David Oliver a la sèrie Pedralbes centre. Poc després va debutar en el món del cinema amb la pel·lícula El zoo d'en Pitus l'any 2000, tot i que anteriorment, concretament l'any 1996, havia tingut un petit paper a la pel·lícula El domini dels sentits. Des d'aleshores ha continuat fent molts papers tant en el món del cinema, com de la televisió i del teatre. L'any 2010 va ser nominat al Premi Goya al millor actor revelació per la pel·lícula Todas las canciones hablan de mí.
Com a director i dramaturg ha creat i dirigit, conjuntament amb Jordi Oriol, l'espectacle Big Berberecho, que va estrenar-se al Festival de Teatre de Temporada Alta 2012.
Actualment està treballant en un projecte musico-teatral, una sèrie que s'emet a internet conjuntament amb Raquel Salvador anomenat Nico&Sunset. També prepara –amb Raquel Salvador– un espectacle anomenat Festa Major, a partir d'un text de George F. Walker.

## Filmografia

### Sèries de televisió
- Pedralbes Centre (1995)
- Mesa para cinco (2006)
- Aída (2006)
- Mujeres (2006)
- R. I. S. Científica (2007)
- Cuenta atrás (2008)
- El cor de la ciutat (2000-2009)
- Gavilanes (2010-2011)
- Ermessenda (2011)
- Crackòvia (2013-2014)
- Polònia (2013-2014)
- Nico & Sunset(2014)
- Nit i dia (2015)
- Com si fos ahir (2025)

### Pel·lícules
- El domini dels sentits (1996)
- El zoo d'en Pitus (2000)
- Jugar a matar (2003)
- Les maletes de Tulse Luper: La història de Moab (2003)
- El séptimo dia (2004)
- The Young Ones (2004)
- Falsa culpable (2005)
- Salvador (Puig Antich) (2006)
- La teva vida en 65' (2006)
- Atrapats per cap d'any (2007)
- D'un any 8 a un any 9 (2008)
- Pájaros de papel (2010)
- Todas las canciones hablan de mí (2010)
- The Pelayos (2012)
- Blancaneu (2012)
- El cuerpo (2012)
- Et dec una nit de divendres (2013)
- Marató de TV3 (2013)
- El Cafè de la Marina (2014)
- Perdona si et dic amor (2014)
- Lasa y Zabala (2014)

### Curtmetratges
- Hace tiempo pasó un forastero (2008)
- El fil d'Ariadna (2012)
- Tu i jo (2014)

### Teatre
- Big River - Richard Goss
- Orfes - Boris Rotenstein
- Restes humanes sense identificar - Manuel Dueso
- Cara de foc- Carme Portaceli i Roig
- Super Rawal - Marc Martínez
- El tinent d'Ishimore - Josep Maria Mestres
- Largo viaje hacia la noche - Àlex Rigola
- Correspondència a Josep Pla - Jonás Trueba
- Lluny de Caryl Churchil - Jordi Prat i Coll
- Le mani forti - Marc Martínez
- La mort d'un viatjant - Mario Gas
- L'hort dels cirerers - Julio Manrique
- La partida - Julio Manrique

## Premis i nominacions
Nominacions
- Premi Goya al millor actor revelació per Todas las canciones hablan de mí